# Dendrophthoe glabrescens
Dendrophthoe glabrescens är en tvåhjärtbladig växtart som först beskrevs av William Faris Blakely, och fick sitt nu gällande namn av Bryan Alwyn Barlow. Dendrophthoe glabrescens ingår i släktet Dendrophthoe och familjen Loranthaceae. Inga underarter finns listade i Catalogue of Life.